# Libnotes (Libnotes) pramatha
Libnotes (Libnotes) pramatha is een tweevleugelige uit de familie steltmuggen (Limoniidae). De soort komt voor in het Oriëntaals gebied.